# EROS-А1
EROS A1 (Earth Remote Observation Satellite) — спутник дистанционного зондирования поверхности Земли, разработанный концерном Israeli Aerospace Industries и приобретенный также израильской компанией ImageSat International. Был успешно запущен российской ракетой Старт-1 с дальневосточного космодрома Свободный 5 декабря 2000 г. в 21 час 30 минут по местному времени (15:30 мск).
Через 15 минут после запуска спутник был выведен на солнечно-синхронную полярную орбиту высотой 480 км над поверхностью Земли. Сразу же после отделения спутника с ним установила связь полярная станция слежения компании ImageSat International, расположенная на территории Швеции в местечке Кируна.
Вес спутника EROS A1 — 250 кг. Это самый лёгкий спутник из тех[уточнить], что предназначаются для съёмки земной поверхности с разрешением 1,8 м (в стандартном режиме) и 1,0 м (в выборочном). Полоса обзора − 240 км. Полоса захвата 12,5 км. Скорость — 70 Мб/с.
Он был построен компанией ImageSat, которая является совместным предприятием с участием израильских фирм Israel Aircraft Industries (IAI) и El-Op Electro-Optics Industries of Israel (камера), а также ряда европейских и американских инвесторов. Спутник EROS A1 построен на базе израильского спутника-разведчика Ofeq 3.
Спутник EROS A1 является первым спутником в созвездии глобальной системы спутников, предназначенных для съёмки поверхности Земного шара.
- 25 апреля 2006 года был запущен спутник EROS-B. Запуск был произведён с дальневосточного космодрома Свободный. Вес аппарата 290 кг. Разрешаемая способность аппаратуры до 70 см.